# Peristylus djampangensis
Peristylus djampangensis är en orkidéart som beskrevs av Johannes Jacobus Smith. Peristylus djampangensis ingår i släktet Peristylus och familjen orkidéer.
Artens utbredningsområde är Java. Inga underarter finns listade i Catalogue of Life.